# Adolph Frank
Pour les articles homonymes, voir Frank.
Adolph Frank (29 janvier 1834 à Klötze, province de Saxe - 30 mai 1916 à Charlottenburg, Empire allemand) est un chimiste, un ingénieur et un homme d'affaires allemand. Au XXe siècle, il est surtout connu pour avoir découvert les usages de la potasse et avoir créé l'industrie de la potasse.

## Biographie
Adolph Frank est né Klötze, près de Gardelegen dans l'Altmark en province de Saxe. Il est le fils d'un marchand juif qui, comme son grand-père, tenait un magasin général.
Frank étudie à l'école secondaire à Strelitz (maintenant partie de Neustrelitz), puis au Jacobsonschule à Seesen.
Il occupe ensuite un poste d'apprenti apothicaire à Osterburg, car il s'intéresse à la chimie.
De 1855 à 1857, il étudie la pharmacie, les sciences naturelles et la technologie à l'université Humboldt de Berlin. Il réussit sa formation avec la meilleure note possible.
En 1861 et en 1862, il reçoit son doctorat en chimie de l'université de Göttingen, sa thèse porte sur la fabrication du sucre. Auparavant, il a obtenu un brevet, en 1858, alors qu'il travaille dans une usine traitant les betteraves à sucre à Staßfurt. Il obtient ce brevet pour une méthode pour nettoyer le jus de betteraves à l'aide de savon à l'argile. L'essentiel de son travail porte sur l'utilisation de la potasse comme engrais artificiel.
Après 1860, il découvre et exploite un site de potasse près de Staßfurt et Leopoldshall, développant du coup une nouvelle industrie.
En 1861, il obtient un brevet sur un engrais contenant du chlorure de potassium. Il développe également une méthode pour extraire le brome des mines de sel.
Son travail sur les engrais permet à Sidney Gilchrist Thomas de créer un nouvel engrais : le Thomasmehl ou Albert-Slag. Avec l'aide du chimiste germano-polonais Nikodem Caro, il met au point en 1899 le procédé Frank-Caro qui permet de synthétiser du cyanamide calcique. Ce procédé est le point de départ de l'industrie des engrais à base d'azote et de cyanamide. La même année, ces deux hommes et d'autres hommes d'affaires ont fondé Cyanidgesellschaft mbH, qui deviendrait plus tard Bayrischen Stickstoff-Werke AG (BStW), à Trostberg.
Il met au point une méthode pour colorer le verre en brun.
Il effectue des recherches avec Carl von Linde pour obtenir de l'hydrogène à partir de l'air.